# Piotr Stopa
Piotr Stopa (ur. 8 lipca 1971 w Nowym Żmigrodzie) – polski piłkarz grający na pozycji napastnika.

## Życiorys
Swoją karierę rozpoczynał w Czarnych Jasło. W barwach  Stali Mielec rozegrał 43 mecze w I lidze, strzelając 1 bramkę w swoim debiucie przeciwko Szombierkom Bytom w 1988. Ze Stalą Mielec zajął 5. miejsce w I lidze oraz dotarł do półfinału Pucharu Polski. W latach 2006–2008 i 2009–2012 pełnił funkcję grającego trenera w klubie Wisłoka Nowy Żmigród. Od 2013 roku zawodnik LKS Czardasz Osiek Jasielski. Jest bratem Sławomira Stopy.